# Herbert Booth

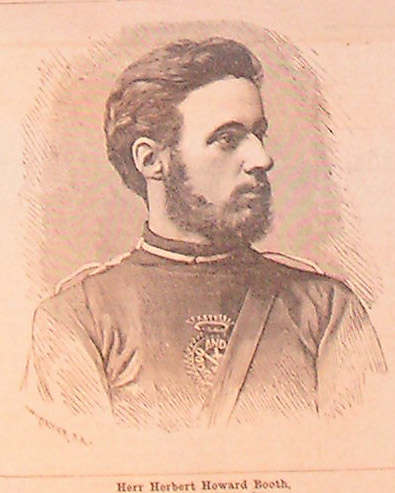
Herbert Howard Booth, porträtterad i Stridsropet nummer 6, lördagen den 6 februari 1886.

Herbert Howard Booth, född 26 augusti 1862, död 25 september 1926. 
Herbert Booth var William och Catherine Booths tredje son. Under 1880- och 1890-talen var han Frälsningsarméns främste sångdiktare och kompositör. Booth hade uppgifter vid FA:s internationella musikdepartement och krigsskolan (officersskolan) samt som ledare för FA i Kanada och Australien. Han var gift med Cornelie Booth.
I Frälsningsarméns sångbok 1990 är han representerad med 21 sångtexter och 19 melodier.

## Sånger
- Allt för Gud jag nu bekänner (text)
- Allt jag har nu jag bringar till dig (text & musik)
- Blodröd synd tvås vit som snö (text & musik)
- Borta för alltid är förvisst den dag (versernas text)
- Då i striden trötthet når ditt hjärta (musik)
- Då mitt hjärta var kallt (text)
- En vän har jag funnit (text & musik)
- Ett med min Gud (text & musik)
- Farväl, o värld (delar av texten) Finns på Wikisource.
- Fruktar och tvivlar du ännu (text & musik)
- Frälsning jag funnit (text & musik)
- Gud oss hjälper att modigt strida (musik)
- Herre, i blodet som utgjutet är (text)
- Herre kär, hos dig är tillflykt (text)
- Herre, rena mig från synden (text)
- Jag har lämnat allt för Jesus (Nya Stridssånger 1889 och Segertoner 1930) anges som upphovsman i Segertoner, men andra böcker anger Sarah Graham.
- Jag vill älska dig, o Jesus (text & musik)
- Jag är din, Gud (text & musik)
- Jesus kär, jag kommer nu till dig (musik)
- Jesus, min Jesus, kom nära (text & musik)
- Jesus, vid din fot med skövlat hopp (text & musik)
- Jesus är min Frälsare (musik)
- Kärlek utan gränser, rik och fri (text & musik)
- Min Frälsare, jag kommer (text & musik)
- Till dig, Guds lamm, jag går (musik)
- Tätt invid källan, flödande fri (text & musik)
- Ut till strid! Hör, ropet skallar! (text & musik)